# Panair do Brasil
A Panair do Brasil S.A. foi uma companhia aérea brasileira sediada no Rio de Janeiro, fundada em 22 de outubro de 1929, por Ralph Ambrose O'Neill, como NYRBA do Brasil. Foi uma das companhias aéreas pioneiras do Brasil. A NYRBA foi incorporada pela Pan Am em 1930, e teve seu nome mudado para Panair do Brasil, em referência ao código telegráfico da Pan American World Airways, "PANAIR", controladora da empresa.
Foi a principal empresa aérea brasileira entre 1930 e 1950, e perdeu mercado — principalmente o doméstico — na década de 1950, com o crescimento da Varig e da Real. A partir de 1942, as ações da empresa começaram a ser transferidas para investidores brasileiros, tornando-se ela majoritariamente nacional em 1948.
No final da década de 1950, houve pressões para que a Panair fosse totalmente nacional. Atas de assembleias dos acionistas registradas no Diário Oficial apontam que a Varig tentou se envolver na aquisição de parte da empresa por um grupo de representantes indiretos, porém ela acabou nas mãos dos grandes empresários Celso da Rocha Miranda, maior segurador da América do Sul com a empresa Ajax Corretora de Seguros, e Mário Wallace Simonsen, dono de 30 companhias, inclusive a Rede Excelsior de televisão, o supermercado Sirva-se e a exportadora de café Comal. Tal desfecho incomodou a própria Varig, que dava como certa mais uma aquisição de outra empresa aérea nacional.
Em 1964, as empresas da dupla de acionistas da Panair passaram a sofrer intervenções do governo militar recém-instaurado. A Comal, por exemplo, foi proibida de funcionar. 
A Panair teve suas operações aéreas abruptamente encerradas em 10 de fevereiro de 1965, devido a um despacho do governo militar, que suspendeu suas linhas. A opção pela suspensão, em vez da cassação, teria sido um mero artifício técnico encontrado pela ditadura. Assim, as operações poderiam ser, na prática, paralisadas de imediato, sem o decurso dos prazos legais de uma cassação. As autorizações de voo só foram oficialmente revogadas no Diário Oficial da União em 27 de agosto de 2009.
No mesmo dia que o governo cassou as linhas da Panair, um avião da Varig já se encontrava pronto para operar o voo da Panair para a Europa, sugerindo que a concorrente havia sido comunicada do ato antes da cassação. Nos dias seguintes, a empresa entrou na Justiça com um pedido de concordata preventiva com o objetivo de blindar seu patrimônio. O deferimento era esperado, já que ela possuía boa situação patrimonial e financeira, além de uma imagem de confiança e bons serviços prestados ao longo de décadas. Porém, o brigadeiro Eduardo Gomes, então ministro da Aeronáutica, teria interferido no caso, pressionando o juiz responsável pelo processo a indeferir a concordata. Em um caso inédito na Justiça brasileira, no primeiro dia útil após a impetração do pedido, o magistrado decretou a falência sem que houvesse pedido de credor. Em sua decisão, alegou que a Panair do Brasil não conseguiria recuperar-se, pois sem a operação de suas linhas não haveria receita. Essa decisão não levou em consideração que a empresa teria receitas provenientes de sua subsidiária Celma, que revisava motores para outras empresas e a FAB, sua área de telecomunicações, que prestava serviços a todo o setor, ou ainda receitas do conglomerado que a controlava, que incluía seguradoras, imobiliárias e fábricas do setor alimentício, exportação de café e telecomunicações.
As linhas internacionais foram imediatamente cedidas à Varig e domésticas e sul-americanas, à Cruzeiro do Sul.
Em 1969, por meio do Decreto-lei 496, a União desapropriou as aeronaves da Panair, então arrendadas às concorrentes, o que provocou o levantamento automático da falência. A companhia entrou na Justiça com um pedido de concordata suspensiva, propondo-se a pagar todas as dívidas restantes à vista, de forma a restaurar a empresa. Dias depois, o governo do general Costa e Silva baixou o Decreto-lei 669, proibindo empresas de aviação de impetrar concordata, ou de tentarem voltar a operar. Ele foi aplicado uma única vez na História, no caso da Panair.
A falência imposta só foi levantada em 1995. A empresa voltou a existir juridicamente e até hoje administra seu patrimônio remanescente.
Em setembro de 2020, a Panair anunciou oficialmente a reativação de sua marca. A empresa lançou um site institucional e tem projetos de licenciamento do seu nome em produtos e pretende apoiar causas ligadas a direitos civis e humanos, sem planos de voltar a operar no setor de aviação comercial. 

## História

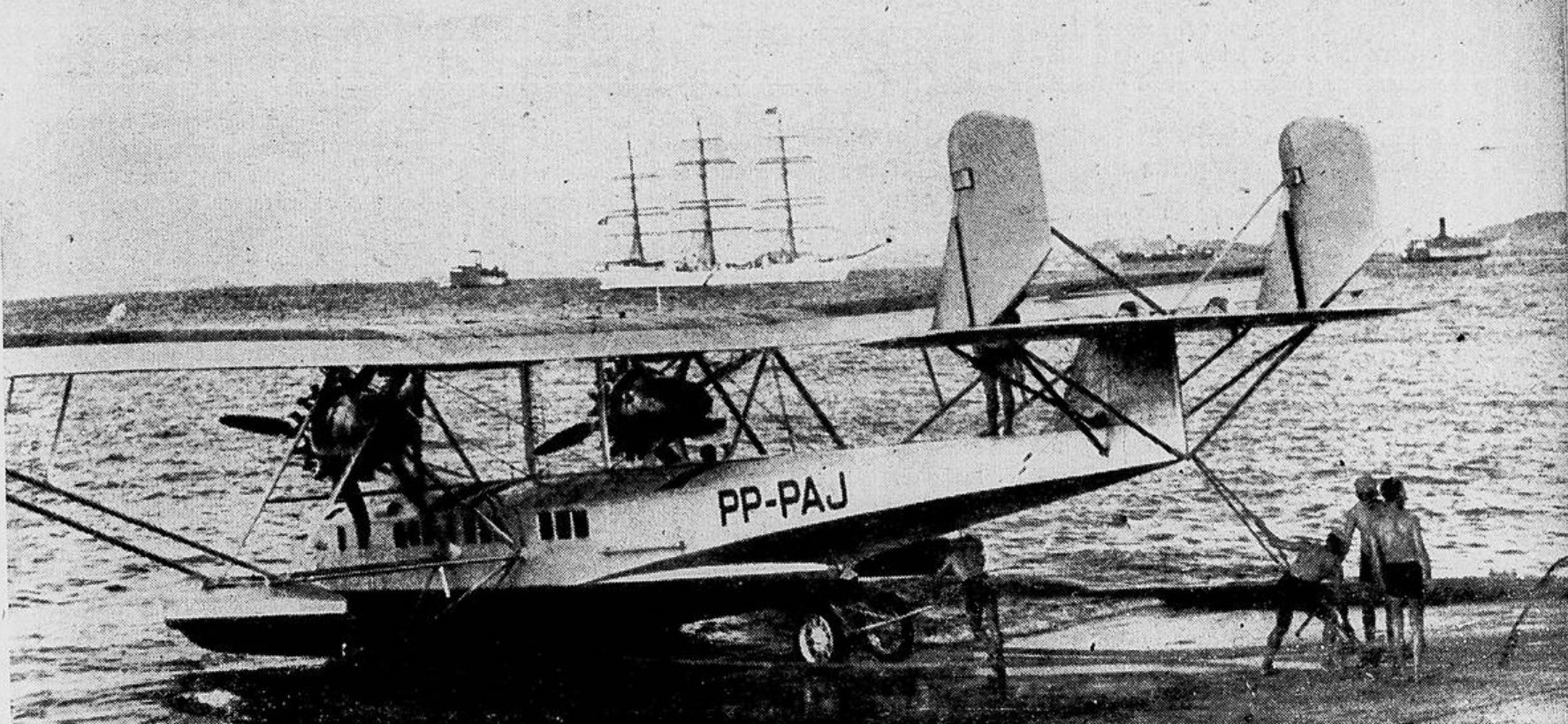
O Consolidated Commodore foi um dos primeiros aviões operados pela Panair do Brasil.

A Panair do Brasil iniciou suas operações em 22 de outubro de 1929, como NYRBA do Brasil S.A., a subsidiária brasileira da NYRBA, Inc. (New York, Rio e Buenos Aires). Ambas as companhias aéreas foram estabelecidas por Ralph Ambrose O'Neill para o transporte de correio e passageiros que utilizavam hidroaviões entre Estados Unidos, Brasil e Argentina, voando sobre a costa leste do continente.
A NYRBA do Brasil surgiu como resposta competitiva americana para um serviço que vinha sendo fornecido pelos alemães desde 1927. A partir desse ano, a Condor Syndikat e, posteriormente, sua sucessora Deutsche Luft Hansa exploraram o mercado brasileiro, por meio da criação da subsidiária Syndicato Condor, assim como a companhia aérea brasileira Varig.
Inicialmente, O'Neill tentou comprar a empresa aérea brasileira fundada em 1928, que alegou ter concessões exclusivas para voar dentro do Brasil. A legalidade do contrato de compra e venda foi questionada, e a operação acabou abortada. O'Neill decidiu então criar sua própria subsidiária brasileira, que passaria a operar em parceria com a NYRBA.
Naquele tempo, se uma companhia aérea estrangeira quisesse operar em território brasileiro, seria obrigada a criar uma subsidiária. Isto permitiu uma concorrência leal entre operadores nacionais e estrangeiros. Aconselhado por políticos, O'Neill estabeleceu a NYRBA do Brasil. A criação desta filial foi autorizada em 15 de outubro de 1929, e em 24 janeiro de 1930 suas operações foram autorizadas em todo o território brasileiro, com extensões para Uruguai, Argentina e Guianas, dependendo de acordos bilaterais. O primeiro voo decolou do Aeroporto Calabouço (que em 1936 seria nomeado oficialmente Aeroporto Santos Dumont), no Rio de Janeiro, com destino a Buenos Aires e paradas intermediárias, em 23 de dezembro de 1929. Em janeiro de 1930, começou a voar entre Rio de Janeiro e Fortaleza, com escalas em Campos dos Goytacazes, Vitória, Caravelas, Ilhéus, Salvador, Aracaju, Maceió, Recife e Natal. A primeira operação de carga bem sucedida entre Buenos Aires e Miami, uma joint venture com a NYRBA, aconteceu entre 19 e 25 de fevereiro de 1930. Nesta operação, foram usados oito hidroaviões diferentes.
Em 30 de abril de 1930, a NYRBA foi vendida para a Pan Am e, como consequência, em 21 de novembro o novo proprietário da subsidiária mudou o nome da NYRBA do Brasil para Panair do Brasil.
Os serviços regulares de passageiros começaram em 2 de março de 1931, com um voo entre Belém e Rio de Janeiro, jornada que levou cinco dias. Este serviço foi mais tarde estendido para Buenos Aires, e as operações aumentaram a tal ponto que o trajeto levava os mesmos cinco dias, com paradas durante a noite em Fortaleza, Salvador, Rio de Janeiro e Porto Alegre.
A Panair especializou-se em operações de pouso na água na Bacia Amazônica, enquanto a concorrente Condor investiu em operações terrestres usando a rota de Mato Grosso. No bairro de Educandos, em Manaus, às margens do Rio Negro, existe até hoje um porto chamado de Panair, originalmente um hidroporto utilizado pela empresa.
Em 1937, a Panair abriu sua sede própria no Aeroporto Santos Dumont, um projeto inspirado no Edifício Terminal e Base de Hidroaviões da Pan American, em Miami, incluindo não apenas as operações de passageiros, mas também escritórios e galpões. A sede foi mantida ali até o fim das operações da empresa, em 1965. Atualmente, o prédio abriga o Terceiro Comando Aéreo Regional da Força Aérea Brasileira.
Em outubro de 1937, a Panair recebeu seus primeiros aviões de terra, um Lockheed Model 10 Electra, deixando de restringir sua frota a hidroaviões. Ele foi utilizado em serviços para Belo Horizonte e outras localidades em Minas Gerais, atingindo mais tarde Goiânia e São Paulo. Novos serviços domésticos eram continuamente abertos, a ponto que, em 1940, a companhia aérea tinha uma das mais extensas redes domésticas do mundo, cobrindo a maior parte do Brasil, via litoral e interior, e da região amazônica.
Com a eclosão da Segunda Guerra Mundial, a Panair ganhou uma clara vantagem em relação a sua concorrente mais forte, Condor, controlada pelo capital alemão. Além disso, uma vez que o recém-criado Ministério da Força Aérea não tinha a capacidade técnica para construir e manter bases aéreas, a Panair foi autorizada, pelo decreto-lei federal 3 462, de 25 de Junho de 1941, a construir, melhorar e manter os aeroportos de Macapá, Belém, São Luís, Fortaleza, Natal, Recife, Maceió e Salvador, que permanecem operacionais até os dias atuais. Eles tiveram uma importância estratégica fundamental para a defesa do Atlântico Sul e na logística de transporte entre o Brasil e a África Ocidental. A autorização durou vinte anos.
Até 1942, 100% das ações da empresa estiveram em poder dos controladores norte-americanos, que então começaram a vendê-las para empresários brasileiros. Em 1944, com apoio do governo nacionalista do presidente Getúlio Vargas, empresários brasileiros passaram a controlar 42% das ações da empresa, chegando a 52% em 1946. A etapa final da nacionalização da empresa ocorreu em 1961, quando o empresário Celso da Rocha Miranda se associou a Mário Wallace Simonsen, passando ambos a deter o controle acionário da empresa e eliminando a participação americana (SASAKI, 2005, pgs. 71 e 80).
A Panair também inovou, iniciando em 2 de setembro de 1943 o primeiro serviço overnight no Brasil: Rio–Belém, com escalas.

O governo brasileiro concedeu à Panair a concessão para operar serviços para a Europa, sendo a única companhia aérea brasileira com tal concessão.

Chegada do novo Lockheed Constellation 049, em 1946.

Em março de 1946, a Panair recebeu seu primeiro Lockheed Constellation 049, sendo a primeira companhia aérea fora dos Estados Unidos a operar essa aeronave. O primeiro voo decolou em 27 de abril de 1946, a partir do Rio de Janeiro, rumo a Recife, Dacar, Lisboa, Paris e Londres. A Panair também seria a primeira companhia aérea internacional a pousar no recém-inaugurado Aeroporto de Londres-Heathrow.
Como a Panair recebeu novos equipamentos, foram abertas rotas para Madri e Roma. Os serviços foram estendidos para Cairo e Istambul, em 1947, e para Zurique e Frankfurt, em 1948. No mesmo ano, os serviços para Montevidéu e Buenos Aires tiveram início. Santiago, Lima e Beirute foram adicionados em 1950, e Hamburgo e Düsseldorf, em 1954.
A companhia aérea gradualmente estabeleceu um padrão elevado para os seus serviços aos clientes e, por muitos anos, no Brasil a expressão "Padrão Panair" era sinônimo de excelência em aviação. Na verdade, a excelência foi tão bem conhecida, que anos mais tarde o seu DC-8-33 apareceu em vários filmes, incluindo a co-produção ítalo-francesa Copacabana Palace (1962), bem como as produções francesas La peau douce (1964) e L'Homme de Rio (1964).
Em 1953, a Panair fez um pedido de quatro de Havilland Comet 2, com opção para mais dois Comet 3. A Panair foi a segunda companhia aérea a fazer um pedido dessas aeronaves, atrás apenas da BOAC. Essas ordens acabariam canceladas em 1954, devido a falhas no projeto original do avião.

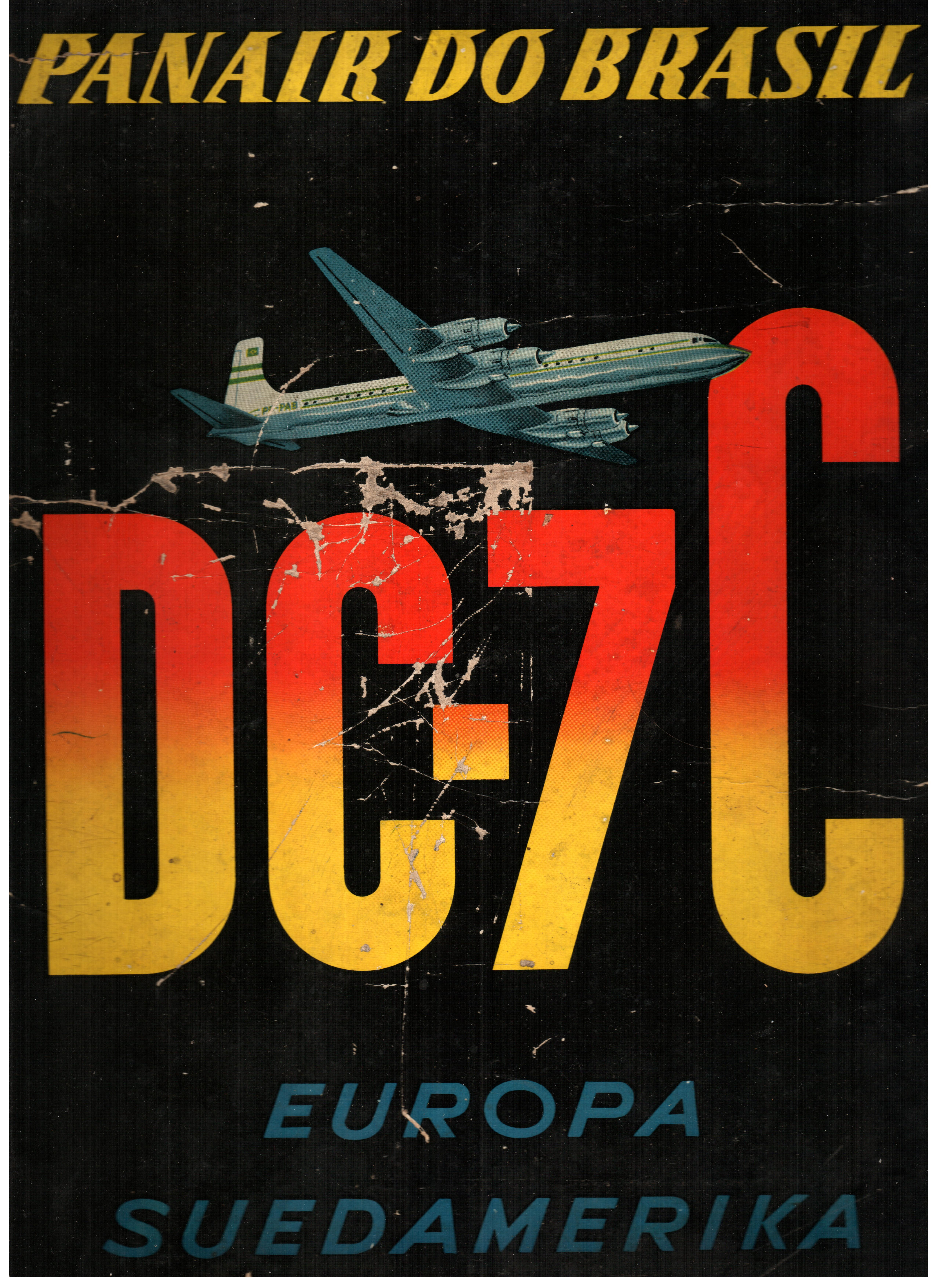
Cartaz anunciando os voos internacionais da Panair do Brasil entre a Europa Central e o Brasil. Em 1955, a companhia adquiriu quatro aeronaves Douglas DC-7C, que na época era o avião ideal para voos de longo curso.

Em 1955, os fundos que seriam utilizados nos Comet foram usados na compra de quatro Douglas DC-7C, naquela época a aeronave ideal para operações de longa distância. O primeiro desses aviões chegou em 1957. Em 1962, a Panair adquiriu quatro Sud Aviation Caravelle, que entraram em serviço no ano seguinte, operando em rotas-tronco domésticas.
Em agosto de 1957, a Panair adquiriu a Companhia Eletromecânica Celma, que viria a se tornar o maior e mais avançado parque de revisão de motores a pistão e a jato do Hemisfério Sul.
Em termos de acordos, entre 1956 e 1958, a Panair e a Lóide Aéreo Nacional mantiveram um acordo para evitar a concorrência desleal, em que o território brasileiro foi dividido em áreas de influência. O acordo também incluiu o leasing de aeronaves. Entre 30 de novembro de 1960 e 1965, a Panair operou, juntamente com a TAP—Transportes Aéreos Portugueses, o Voo da Amizade, entre São Paulo, Rio de Janeiro e Lisboa, com escala em Recife e Sal, usando aeronaves Douglas DC-7C dedicadas com os nomes de ambas as companhias na fuselagem, a números de voo da TAP e tripulantes de ambas as empresas. Apenas cidadãos brasileiros e portugueses ou estrangeiros com residência permanente no Brasil ou Portugal podiam comprar bilhetes para esses voos, que eram extremamente populares, devido às suas baixas tarifas.

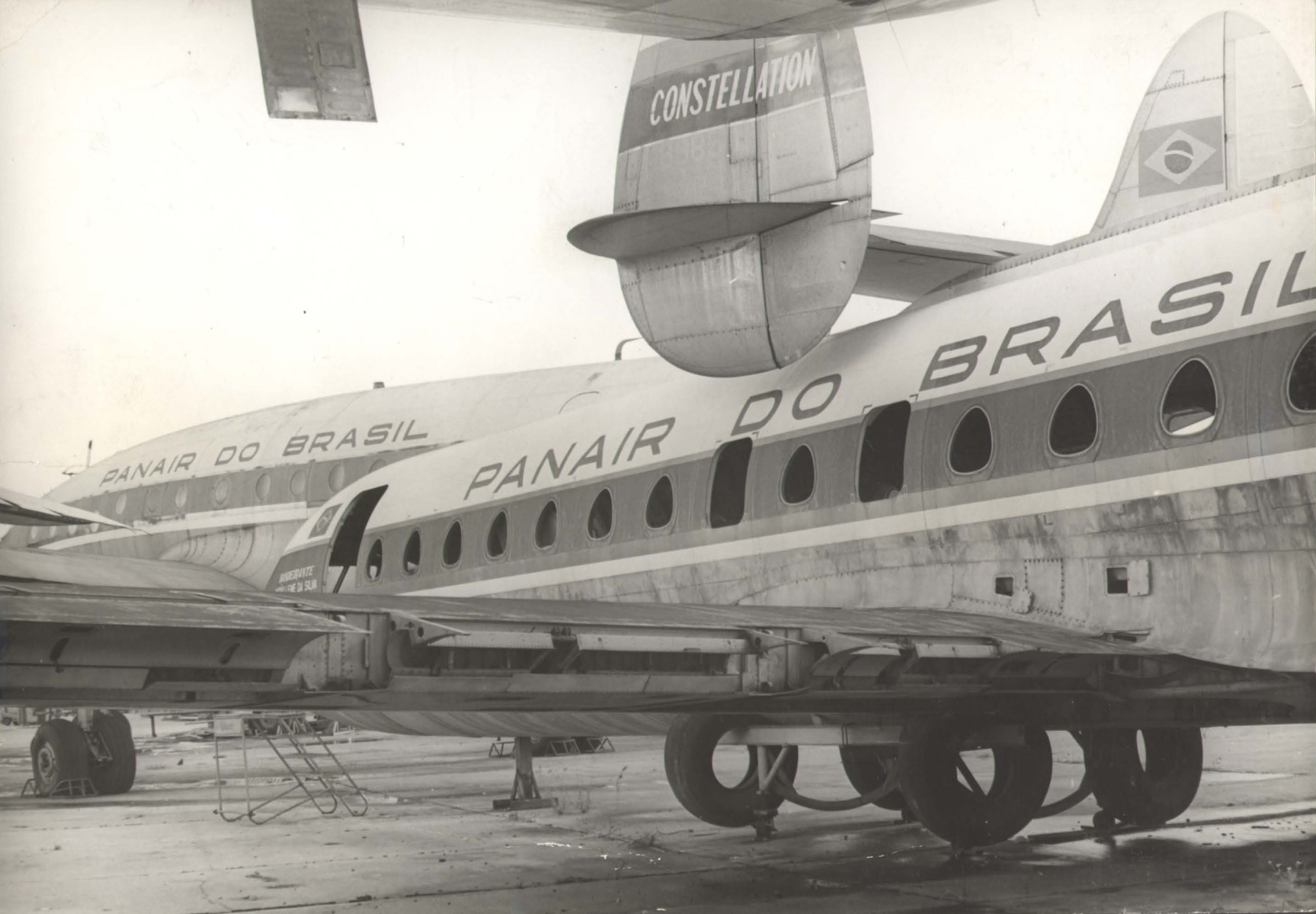
Aeronaves da Panair sucateadas aguardando leilão no aeroporto do Galeão, 1969.
Arquivo Nacional

Em 1961, a Panair começou a operar o Douglas DC-8-33 para a Europa. No entanto, apesar de seu excelente serviço, a Panair enfrentava uma crescente concorrência de outras companhias estatais estrangeiras. Dirigindo-se à situação, Panair formou um pool operacional com Aerolíneas Argentinas, Alitalia e Lufthansa. Em agosto de 1962, a Panair incorporou aeronaves SUD SE-210 Caravelle jatos 6-R para os seus principais rotas domésticas e da América do Sul.
Em 10 de fevereiro de 1965, a empresa foi comunicada pelo Governo Federal da cassação de seu certificado de operação, por meio de um ato assinado pelo ministro da Aeronáutica Eduardo Gomes, ao mesmo tempo em que repassava suas linhas nacionais para a Cruzeiro e as linhas internacionais para a Varig.
A alegação das autoridades governamentais era de que a companhia era "devedora da União e de diversos fornecedores". Muitos de seus ex-funcionários e mesmo autoridades consideram tal ato uma arbitrariedade, comum em regimes de exceção como aquele a que o País estava submetido na época. Justificam-se estes com base em documentos daquele ano, que indicariam que, dentre todas as empresas aéreas brasileiras, a Panair era a que possuía o menor montante devido ao Governo Federal.
Diversos autores (MARTINS, 2004; LEB SASAKI, 2005;2015) avaliam que a destruição da companhia foi motivada pela perseguição política que o regime militar movia contra os proprietários da Panair, os empresários Celso da Rocha Miranda e Mário Wallace Simonsen — este, dono também da TV Excelsior, que foi igualmente fechada por ordem do governo militar brasileiro. Argumentam ainda que tal ato tenha sido executado como forma de favorecer a Varig, que, com o fechamento da Panair, incorporou não apenas suas rotas internacionais para Europa e Oriente Médio, mas também suas aeronaves e outros ativos, como oficinas de revisão e a rede de agências no exterior, tornando-se a maior empresa aérea do país.
Os controladores da Panair foram acusados de presentear parlamentares e autoridades com passagens para o exterior e de monopolizar o transporte do material de construção para a construção de Brasília. Porém, nos autos do processo de falência, todas as denúncias foram derrubadas em decisões finais e irrecorridas.
Posteriormente, em 14 de dezembro de 1984, o Supremo Tribunal Federal - STF deu ganho de causa aos representantes da Panair, destacando que a União tentava cobrar dívida inexistente.
Ao contrário da Varig e da Vasp, que hoje dispõem de patrimônio líquido negativo, a Panair do Brasil tinha um acervo gigantesco que superava em muito o seu passivo, o que foi comprovado nos autos do processo falimentar. Além de dona da Celma, que atendia também outras empresas e a própria Força Aérea Brasileira, a Panair tinha hangares equipados com tecnologia de ponta, de nível comparável a países de primeiro mundo, e uma rede de agências consulares instaladas nas mais importantes capitais europeias. Também era responsável por toda a infraestrutura de telecomunicações aeronáuticas do país e por boa parte dos aeroportos do Norte/Nordeste, que foram construídos com recursos próprios.
Em 2013, a Comissão Nacional da Verdade, instituída para apurar denúncias de violações de direitos durante regimes de exceção no país, acolheu o caso da Panair.. No dia 23 de março daquele ano, foi realizada uma audiência pública que levantou testemunhos.. Em seu relatório final, publicado em dezembro de 2014, a Comissão confirmou que a Panair foi fechada por motivos políticos e não financeiros e listou recomendações de reparação..
Em dezembro de 2020, a Justiça Federal reconheceu pela primeira vez que os donos da Panair foram perseguidos pela ditadura, o que motivou do fechamento da companhia.

## Legado

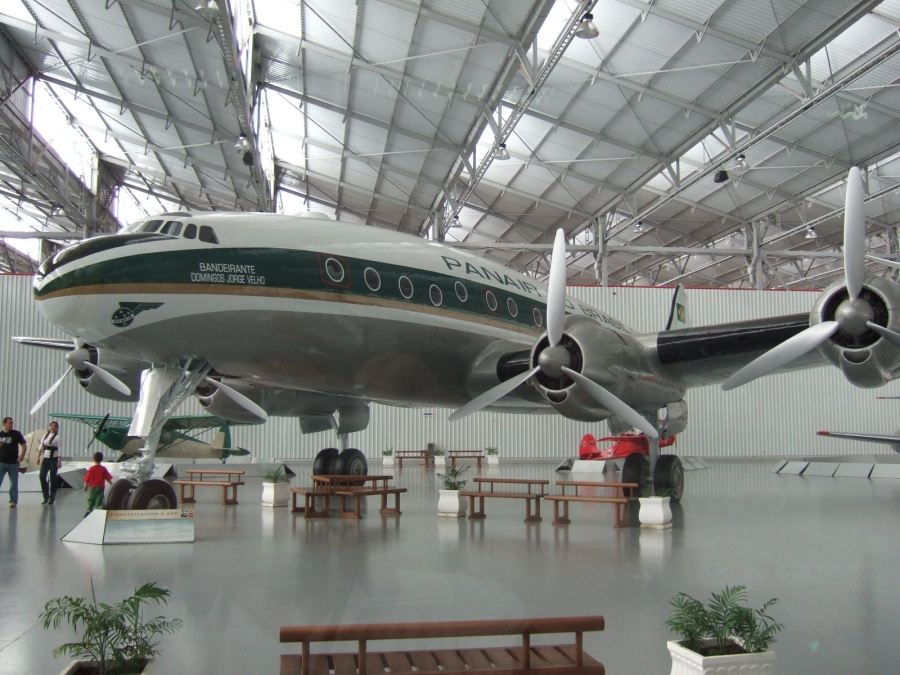
Lockheed L-049 Constellation pintado nas cores e marcas da Panair do Brasil no Museu TAM em São Carlos.

Os funcionários da Panair do Brasil têm geralmente muito orgulho de haver trabalhado para esta companhia. Desde 1966, cerca de 400 pessoas se reúnem num almoço anual, realizado no dia 22 de outubro, para lembrar dos velhos tempos e recontar as inúmeras histórias pessoais, celebrar e rememorar as agruras e as glórias da aeronáutica, mas sobretudo aquelas adornadas pelo verde e dourado da Panair. Esse grupo, denominado "Família Panair", é formado por ex-funcionários da empresa, seus descendentes e amigos.
A Panair inspirou algumas músicas no Brasil, incluindo uma interpretada por Elis Regina, que fez sucesso: "Saudade dos Aviões da Panair (Conversando num Bar)", composta por Milton Nascimento e Fernando Brant. Os versos dizem: "A primeira Coca-cola foi, me lembro bem agora, nas asas da Panair…" A empresa também inspirou a criação de uma anedota tipicamente caipira, em que a piada era a resposta à pergunta "Compadre, não pegou o avião?": "Não, ele dizia 'Panair' e eu não fui." Havia também uma anedota que dizia que "Panair" significava "Pelo Atraso Não Adianta Ir Reclamar".
Um dos pontos de comércio popular mais conhecidos em Manaus é a "Feira da Panair", que ganhou esse nome porque funciona no local onde, no passado, ficava o terminal que dava acesso aos hidroaviões da empresa. 
Em Florianópolis, nas proximidades de onde está localizado o Aeroporto Internacional Hercílio Luz, surgiu na década de 1960 a favela da "Panaia" em uma área que era propriedade da Panair, invadida após o encerramento das operações comerciais e posteriormente utilizada para a construção dos primeiros casebres. O nome "Panaia" foi dado pelos invasores, por haver uma placa com o nome da empresa, como a letra "r" parecendo um "a".
Em 2007, foi lançado o documentário Panair do Brasil, do diretor Marco Altberg, contando a história da empresa.
Em 2012, o documentário Mario Wallace Simonsen, entre a Memória e a História, que conta a trajetória de um dos proprietários e da própria Panair, começou a ser produzido pelo cineasta Ricardo Pinto e Silva. Em 2015, uma versão não finalizada passou no Festival do Rio. O filme ainda não foi lançado comercialmente.
Em 2019, o jornal O Globo informou que o livro Pouso forçado: a história por trás da destruição da Panair do Brasil pelo regime militar, do jornalista Daniel Leb Sasaki, será adaptado para uma série ficcional dirigida pelo cineasta Mauro Lima.
No mesmo ano, o Museu Histórico Nacional realizou a exposição "Nas Asas da Panair", montada a partir da doação de objetos dos próprios ex-funcionários.

## Aeronaves
Como subsidiária da Pan American Airways, a Panair utilizou diversos tipos de aeronaves. Começou operando oito modernos hidroaviões: quatro Consolidated Commodore e quatro Sikorsky S-38.
Finda a Segunda Guerra, a frota da Panair chegava a 23 Douglas DC-3, 12 Lockheed L-049/149 Constellation e 8 PBY-5 Catalina.
Nos anos 1960, foi também a introdutora da aviação a reação no Brasil, operando o Sud-Aviation SE-210 Caravelle e terminou seus dias nas asas dos Douglas DC-8, que eram quadrirreatores bem avançados na época.
- Aeronaves de origem Americana: Douglas DC-2, Douglas DC-3, Douglas DC-6, Douglas DC-7, Douglas DC-8, Lockheed L10 Electra, Lockheed L12, Lockheed L18, Lockheed L749 Constellation.
- Aeronaves de origem Europeia: Sud Caravelle VI-R

## Acidentes
A Panair do Brasil sofreria cerca de trinta acidentes aéreos em seus 35 anos de operação, dos quais se destacam:
- 28 de setembro de 1942 - Queda do Lockheed Lodestar PP-PBG. Durante voo entre O Rio de Janeiro e São Paulo, o Lodestar PP-PBG da Panair cairia nas proximidades de Pedra Branca, Santo André, matando seus 4 tripulantes e 11 passageiros, entre eles Lineu de Paula Machado e Eduardo Lopes (ministro do Tribunal de Contas Federal).[26]

- 31 de agosto de 1944 - Queda do Lockheed Lodestar PP-PBI. Após decolar do aeroporto Santos Dumont, no Rio de Janeiro, o Lodestar PP-PBI da Panair rumava para o aeroporto de Congonhas em São Paulo. Após encontrar forte nevoeiro em São Paulo, o Lodestar retornaria para o Rio, onde o aeroporto seria fechado por conta do nevoeiro, obrigando a aeronave a retornar para São Paulo. Durante tentativa de pouso em meio a denso nevoeiro, o Lodestar passaria baixo demais, colidindo com casas nas proximidades de Congonhas, explodindo em seguida, matando todos os seus 16 ocupantes (4 tripulantes e 12 passageiros), dentre os quais Múcio Continentino, ex deputado federal por Minas Gerais.[27][28]

- 21 de setembro de 1944. Queda do Lockheed Lodestar PP-PBH. Após decolar do Rio de Janeiro na manhã de 21 de setembro, o Lodestar PP-PBH da Panair realizava o voo Rio-Belém com escalas em diversas capitais brasileiras. Após decolar de Salvador, a aeronave sofreria uma pane no motor direito e cairia durante tentativa de pouso de emergência, matando todos os 18 ocupantes da aeronave (4 tripulantes e 14 passageiros).[29]

- 27 de setembro de 1946 - Queda do DC-3 PP-PCH. Realizando voo entre Belo Horizonte e o Rio de Janeiro, o Douglas DC-3, prefixo PP-PCH, bateu no morro dos Marimbondos, cerca de 12 km de Alto Rio Doce. A aeronave, que transportava 4 tripulantes e 21 passageiros, realizava um voo sob condições meteorológicas adversas, quando penetrou em um possível Cumulonimbus, onde perderia sustentação, caindo sobre o morro dos Marimbondos, matando todos os seus ocupantes.[30]

- 28 de julho de 1950 - Um Constellation (Voo 099 da Panair do Brasil) se choca contra o Morro do Chapéu (no atual município de Sapucaia do Sul, na época distrito de São Leopoldo), nas proximidades do aeroporto de Porto Alegre. Um dos maiores desastres da aviação até então, o acidente deixou 51 mortos.[31]

- 17 de junho de 1953 - Voo Panair do Brasil 263. Durante aproximação noturna para pouso no aeroporto de Congonhas, o Lockheed Constellation prefixo PP-PDA, realizava o voo internacional 263 (Londres - Buenos Aires) quando bateria contra o solo matando seus 17 ocupantes.[32]

- 16 de junho de 1955 - Voo Panair do Brasil 263. O voo internacional 263 da Panair (Londres - Buenos Aires) transcorria normalmente, quando o Lockheed Constellation PP-PDJ cairia nas proximidades do aeroporto de Assunção, Paraguai, durante tentativa de pouso. A queda deixaria um saldo de 16 mortos e 8 feridos.[33]

- 1 de novembro de 1961 - Desastre do Voo da Amizade. O Douglas DC-7C da Panair do Brasil prefixo PP-PDO voando do Sal para o Recife, na sua aproximação final no Recife, colidiu com um morro de 84m de altura, a 2,7 km da cabeceira da pista e partiu-se. A aeronave fazia uma aproximação noturna abaixo da altura regular e fora do padrão de tráfego. De um total de 88 passageiros e tripulação, 45 morreram.[34][35][36]

- 20 de agosto de 1962 - Voo Panair do Brasil 026. O DC-8 operado pela Panair do Brasil, matrícula PP-PDT - "Bandeirante Brás Cubas", teve problemas na decolagem no aeroporto do Galeão, de onde partiria para Lisboa, com 105 pessoas a bordo. O avião derrapou no final da pista, chocou-se com o muro final, atravessou a rua e caiu na Baía de Guanabara. Dos 105 ocupantes, 15 morreram.[37][38][39][40]

- 14 de dezembro de 1962 - Queda do Constellation PP-PDE. Um Lockheed Constellation operado pela Panair do Brasil, matrícula PP-PDE, caiu nas proximidades de Manaus durante o voo entre Belém e Manaus, matando as 50 pessoas a bordo.[41][42][43]